# كسار البندق
كسار البندق (الاسم العلمي: Nucifraga) (بالإنجليزية: nutcrackers)‏ هو طائر من الفصيلة الغرابية . وهناك نوعان من كسار البندق، أحدهما يوجد في أوروبا وآسيا ، والآخر في أمريكا الشمالية. أما كسار البندق الأوروبي، فلونه بني كستنائي ( بني مائل للحمرة ) مع شرائط بيضاء، بينما كسار البندق الأمريكي - واسمه «كسار كلارك» - فلونه رمادي باهت، مع جناحين وذنب باللونين الأسود والأبيض. وكلا النوعين يقيم أعشاشه عالياً فوق أغصان أشجار الصنوبر الشاهقة .
وطيور كسار البندق شأنها شأن الكثير من الغربان، لها منقار قوي تستخدمه لكسر البندق وفتحه . وهي تختزن البندق ؛ لكي تحصل عليه في أيام الشتاء الجليدية القاسية. كما أنها تفتح كيزان الصنوبر للحصول على ما فيها من بذور.